# Chika Yoshida
Chika Yoshida (japanisch 吉田 千賀 Yoshida Chika; geboren 7. Januar 1970 in Tokio) ist eine japanische Sportfunktionärin. Seit 2012 ist sie Renndirektorin der Fédération Internationale de Ski für das Skispringen der Frauen im Skisprung-Weltcup.

## Werdegang
Chika Yoshida stammt aus Japan und wurde in Tokio geboren, lebte aber 2015 bereits seit mehr als 20 Jahren im österreichischen Innsbruck. Bei den Olympischen Winterspielen 1998 in Nagano arbeitete sie als Dolmetscherin für das Organisationskomitee. In der Folge war sie beim japanischen Skiverband tätig und fungierte unter anderem bei den Nordischen Skiweltmeisterschaften 1999 in Ramsau am Dachstein als Teamkoordinatorin.
2008 wechselte Yoshida zum Skisport-Weltverband Fédération Internationale de Ski (FIS), wo sie als Koordinatorin für den Skisprung-Continental-Cup eingesetzt wurde. Als der Skisprung-Weltcup in der Saison 2011/12 um eine Serie der Frauen erweitert wurde, übte sie zunächst auch dort diese Position aus. Ihr Vorgesetzter war zu dieser Zeit Walter Hofer, später war dieser ihr Pendant als Renndirektor bei den Männern.
Seit dem Winter 2012/13 ist sie FIS-Renndirektorin für die Wettkämpfe der Frauen im Weltcup. In dieser Funktion verantwortete sie seitdem unter anderem das erste Weltcup-Skispringen der Frauen auf einer Großschanze noch in derselben Saison, den ersten olympischen Skisprungwettkampf der Frauen bei den Olympischen Winterspielen 2014 in Sotschi und den ersten Wettbewerb der Frauen im Skifliegen im Winter 2022/23.